# POWER8
A POWER8 egy a Power utasításkészlet-architektúrán alapuló szuperskalár szimmetrikus multiprocesszor-család. 2013 augusztusában volt bemutatva a Hot Chips konferencián. A tervei licencelhetőek az OpenPOWER Foundation alapítványon keresztül; ez az első alkalom, hogy az IBM legnagyobb teljesítményű csúcskategóriás processzorai ilyen licenc-konstrukcióban vesznek részt.
A POWER8 alapú rendszerek az IBM-től 2014 júniusában kezdtek megjelenni. Az IBM-es Ken King, az OpenPOWER Alliances általános igazgatója szerint más OpenPOWER tagok által gyártott rendszerek és POWER8 processzor-kialakítások 2015 elején fognak megjelenni, de úgy néz ki, hogy a TYAN cég ennél korábban, már 2014 októberében kész ilyen rendszereket szállítani.

## Felépítés
A POWER8-at egy igen nagymértékben sokszálas végrehajtású eszköznek tervezték: a benne lévő minden egyes mag nyolc hardveres szálat képes egyidejűleg kezelni, így egy 12 magos csip összesen 96 szálat képes egyidejűleg végrehajtani. A processzor erőteljesen kihasználja a nagyon nagy méretű csipre épített és csipen kívüli eDRAM gyorsítótárakat, és a lapkára integrált memóriavezérlők igen magas sávszélességét a memória és a rendszer be-/kimeneti funkciói számára. A legtöbb munkafeladat végrehajtásában a csip kétszer-háromszor olyan gyors, mint elődje, a POWER7.
Míg a megelőző POWER processzoroknál a GX++ sín szolgált a külső kommunikációra, a POWER8-nál ezt a sínt kivették a tervekből és funkcióját a CAPI porttal (Coherent Accelerator Processor Interface) váltották fel, ami a PCI Express 3.0 fölötti kommunikációs réteg. A CAPI port specializált kisegítő processzorok kapcsolására használatos, mint például a GPU-k, ASIC-ek és FPGA-k.
A CAPI sínhez kapcsolt egységek ugyanazt a memória-címterületet tudják használni, mint a CPU, ezáltal csökkenhet a számítási úthossz. A 2013. évi ACM/IEEE Szuperszámítógépes Konferencián (ACM/IEEE Supercomputing Conference) az IBM és Nvidia bejelentett egy műszaki együttműködést, amely a POWER8 és az Nvidia GPU-k szoros összepárosítását célozza a jövőbeli HPC rendszerekben, melyek közül az első bejelentett modell a Power Systems S824L.
A POWER8 tartalmaz egy úgynevezett lapkára integrált vezérlőt (OCC, on-chip controller) is, ami egy PowerPC 405 processzoron alapuló teljesítmény- és hőmérsékletszabályozó mikrovezérlő. Ennek van két általános célú „feladatátvevő egysége” (offload engine, GPE, kisebb feladatokat végrehajtó tehermentesítő-gyorsító egység) és 512 KiB beágyazott statikus RAM-ja, amely azzal együtt, hogy közvetlenül eléri a főmemóriát, képes egy nyílt forráskódú firmware futtatására is. Az OCC igazgatja a POWER8 működési frekvenciáját, feszültségét, memória-, sávszélesség- és hőmérséklet-vezérlését a processzor és memória számára egyaránt; működés közben képes szabályozni a feszültségeket 1764 integrált feszültségszabályozón (IVR) keresztül. Továbbá, az OCC programozható a POWER8 processzor órajelének túlhajtására (overclock), vagy az energiafelhasználás csökkentésére az üzemfrekvencia csökkentésével (ez hasonlít a néhány Intel és AMD processzorban található konfigurálható TDP-re).
A POWER8 4-, 6-, 8-, 10- és 12 magos változatokban jelenik meg; mindegyik változatot 22 nm-es szilícium szigetelőn (silicon on insulator, SOI) típusú, 15 fémrétegű folyamattal gyártják. A 12 magos verzió 4,2 milliárd tranzisztorból áll és 650 mm² felületű (kb. 25,5×25,5 mm), míg a 6 magos verzió felülete csak 362 mm².

### Centaur
A POWER8 csipek memóriavezérlői DDR3 vagy DDR4 memóriákat is használhatnak, de érdekes módon jövőállónak tervezték őket, mivel ezek olyan általános (nem specifikus) memóriavezérlők, melyek egy Centaur-nak elnevezett külső komponenssel párosíthatóak, ami memóriapuffer, L4 gyorsítótár-csip és tényleges memóriavezérlő egyben. A jelenlegi Centaur csip még DDR3 memóriát használ, de egy jövőbeli verzió már DDR4-et használhat vagy valamilyen más memória-technológiát, anélkül, hogy ehhez a POWER8 csipet meg kéne változtatni.
A POWER8 csip és a Centaur közötti összeköttetések mindegyike 9,6 GiB/s sebességű, 40 ns késleltetéssel. A Centaur 16 MiB eDRAM-ot tartalmaz, amit a processzor L4 gyorsítótárként használhat. Minden POWER8 max. nyolc Centaur csiphez kapcsolódhat, ami legfeljebb 1 TiB memóriát jelenthet foglalatonként, az aggregált 128 MiB L4 gyorsítótárakkal, ekkor az elérhető folyamatosan fenntartható memória sávszélesség 230 GiB/s, mind a processzor felé bemenő, mind a kimenő irányba, összesen 32 DRAM porttal és 410 GiB/s csúcs memória-sávszélességgel a DRAM-on. A Centaur csipek DRAM DIMM modulokba vannak szerelve.
A Centaur csipeket egy a POWER8-éhoz hasonló folyamattal gyártják.

## Specifikációk
A POWER8 magnak 64 KiB L1 adat- és 32 KiB L1 utasítás-gyorsítótára van. Mindegyik mag 10 utasítás kibocsátására képes és minden ciklusban 8 utasítást továbbít a 16 végrehajtó egységnek (Execution Unit, EU), amik a következők: 
2 fixpontos egység (Fixed-Point Unit, FXU), 2 betöltő-tároló egység (Load-Store Unit, LSU), 
2 utasítás-lehívó egység (Instruction Fetch Unit, IFU), 4 lebegőpontos egység (Floating Point Unit, FPU), 
2 VMX egység, 1 kriptográfiai egység, 1 decimális lebegőpontos egység (DFU), 
1 feltételregiszter-egység (Condition Register Unit, CRU) és 1 elágazási regiszter egység (Branch Register Unit, BRU).
A magnak van egy nagyobb, 4×16 elemű kibocsátási sora, javított elágazás-előrejelzői, és kétszer annyi találati hibát képes kezelni (mint elődje). Mindegyik mag nyolcutas, hardveresen többszálú, dinamikusan és automatikusan particionálható egy, két, négy vagy mind a nyolc szál aktív használatára.
A POWER8-at kiegészítették a tranzakciós memória hardveres támogatására szolgáló eszközökkel.
Az IBM becslései szerint minden egyes mag 1,6-szor gyorsabb a POWER7-nél az egyszálas műveletekben.
A POWER8 processzorban a magok ún. minicsipek (chiplet az IBM kifejezésével) formájában helyezkednek el a teljes csipen. A minicsipek ezen felül 4 szabályozási doménre oszlanak.
A processzor 4, 6, 8, 10 vagy 12 minicsipes kialakítás lehet, a változatok igényei szerint,
ezekben egy minicsip egy magot, 512 KiB SRAM-mal kialakított második szintű gyorsítótárat tartalmaz egy 64 bájt 
széles (az elődjében lévőnél kétszer szélesebb) sínen, ezen felül még egy 8 MiB eDRAM-os kialakítású L3 gyorsítótárat, melyet a minicsipek megosztva használhatnak.
Így például egy hat minicsipes processzornak 48 MiB L3 eDRAM-os gyorsítótára, egy 12 minicsipes processzornak 
összesen 96 MiB L3 eDRAM-os gyorsítótára lehet. A csip ki tud használni még egy max. 128 MiB méretű csipen kívüli eDRAM L4 gyorsítótárat a Centaur kísérő csipek segítségével. 
A lapkára integrált memóriavezérlők 1 TiB RAM-ot képesek kezelni és 230 GiB/s folyamatos memória sávszélességet tartanak fenn. 
A kártyára szerelt PCI Express vezérlők 48 GiB/s be-/kimeneti sebességet biztosítanak a rendszer más részeihez. 
A magokat 2,5 és 5 GHz közötti órajelfrekvencia használatára tervezték.
A 6 magos verzióban a magok párosan helyezkednek el és kétcsipes modulokban (DCM) kerülnek az IBM Power Systems méretezhető (scale-out) szervereibe. 
A konfigurációk nagy részében nem minden mag aktív, ezáltal a cég konfigurációk széles választékát kínálhatja, melyekben a tényleges magok száma eltérő. 
2014 májusáig a 12 magos változat egyik konfigurációban sem jelent meg.
Az IBM egycsipes POWER8 moduljának a neve Turismo, a kétcsipes változat neve Murano. 
A PowerCore átalakított verziójának jelölése egyszerűen CP1.

## Licencelők
2014. január 19-én a Suzhou PowerCore Technology Company bejelentette, hogy csatlakoznak az OpenPOWER Alapítványhoz 
és licencelik a POWER8 magot, egyedi gyártású processzorok tervezéséhez, big data és felhő alapú számítástechnikai alkalmazásokban történő felhasználásra.

## Változatok
- IBM Murano: 12 magos processzor, két hatmagos csippel. Skálázható processzor, amit változó számú mag kikapcsolásával érnek el, sok konfigurációban.
- IBM Turismo: egycsipes 12 magos processzor. Skálázható processzor, licencelhető és kereskedelmi forgalomban kapható, kikapcsolt magokkal kialakított konfigurációkban.
- PowerCore CP1: átdolgozott biztonsági jellemzőkkel kialakított POWER8 változat; erre az USA és Kína közötti exportkorlátozási szabályok miatt volt szükség; a Global Foundries (korábban IBM gyártóüzem) East Fishkill-i gyárában fogják gyártani. Kibocsátását 2015-ben tervezik.[26][27]

## Rendszerek
IBM
Skálázható szerverek: egy vagy két foglalattal, mindegyikben egy kétcsipes modul lehet, amelyek két hatmagos POWER8 processzort tartalmaznak. Ezek 2U vagy 4U méretű modulokban és torony konfigurációban kaphatók. Az „L” változatok csak Linux-ot, a többi IBM AIX, IBM i és Linux operációs rendszereket futtathat.
- Power Systems S812L: 1× POWER8 DCM (4, 6 vagy 8 mag), 2U
- Power Systems S822 and S822L: 1× vagy 2× POWER8 DCM (6, 10, 12 vagy 20 mag), 2U
- Power Systems S814: 1× POWER8 DCM (6 vagy 8 mag), 4U vagy torony
- Power Systems S824 and S824L: 1× vagy 2× POWER8 DCM (6, 8, 12, 16 vagy 24 mag), 4U

Enterprise szerverek: négy foglalatos node-okat támogatnak, mindegyik egy 8-, 10 vagy 12 magos modult hordozhatnak; maximum 16 foglalat, 128 mag és 16 TiB RAM. Ezek a gépek IBM AIX, IBM i, vagy Linux operációs rendszert futtathatnak.
- Power Systems E850: 2×, 3× vagy 4× POWER8 DCM (8, 10 vagy 12 mag), 4U
- Power Systems E870: 1× vagy 2× 5U node-ok, mindegyik négy foglalattal, 8 vagy 10 magos POWER8 egycsipes modulok, összesen max. 80 mag.
- Power Systems E880: 1x, 2x, 3x vagy 4x 5U node-ok, mindegyik négy foglalattal, 8- vagy 12 magos POWER8 egycsipes modulok, összesen max. 192 mag.

Nagyteljesítményű számítástechnika (high performance computing, HPC):
- Firestone: 2× POWER8 DCM, 2U. Gyártja a Wistron az IBM számára, két Nvidia K40 GPU-val és max. 1 TiB piaci DDR3 RAM.

TYAN
- ATX alaplap egy egycsipes POWER8 foglalattal, neve SP010GM2NR
- Palmetto GN70-BP010: OpenPower referencia-rendszer; 2U szerver, egy négymagos POWER8 SCM-mel, négy RAM foglalattal, TYAN alaplapon
- Habanero TN-71-BP012: 2U, egy nyolcmagos POWER8 SCM-mel, 32 RAM foglalattal

Google
A Google Inc. bemutatott egy kétfoglalatos alaplapot, melyet csak a cég szándékozik belsőleg felhasználni.
Inspur
Az Inspur szerződött az IBM-mel POWER8 alapú szerver-hardver és kapcsolódó technológiák fejlesztésére.
- 4U szerver, két POWER8 foglalat

Cirrascale
RM4950: 4U, 4 magos POWER8 SCM négy Nvidia Tesla K40 gyorsítóval, TYAN alaplapon
Zoom Netcom
RedPower C210 és C220: 4U szerverek két CP1 és 64 RAM foglalattal
ChuangHe
OP-1X: 1U, egyfoglalatos, 32 RAM rés
Rackspace
Barreleye: 1U, 2 foglalat, 32 RAM rés; az Open Compute Project platformon alapul, OnMetal szolgáltatásukban való felhasználásra.

## Fordítás
Ez a szócikk részben vagy egészben  a   POWER8 című angol Wikipédia-szócikk ezen változatának fordításán alapul.  Az eredeti cikk szerkesztőit annak laptörténete sorolja fel. Ez a jelzés csupán a megfogalmazás eredetét és a szerzői jogokat jelzi, nem szolgál a cikkben szereplő információk forrásmegjelöléseként.